# Collaborateur officieux

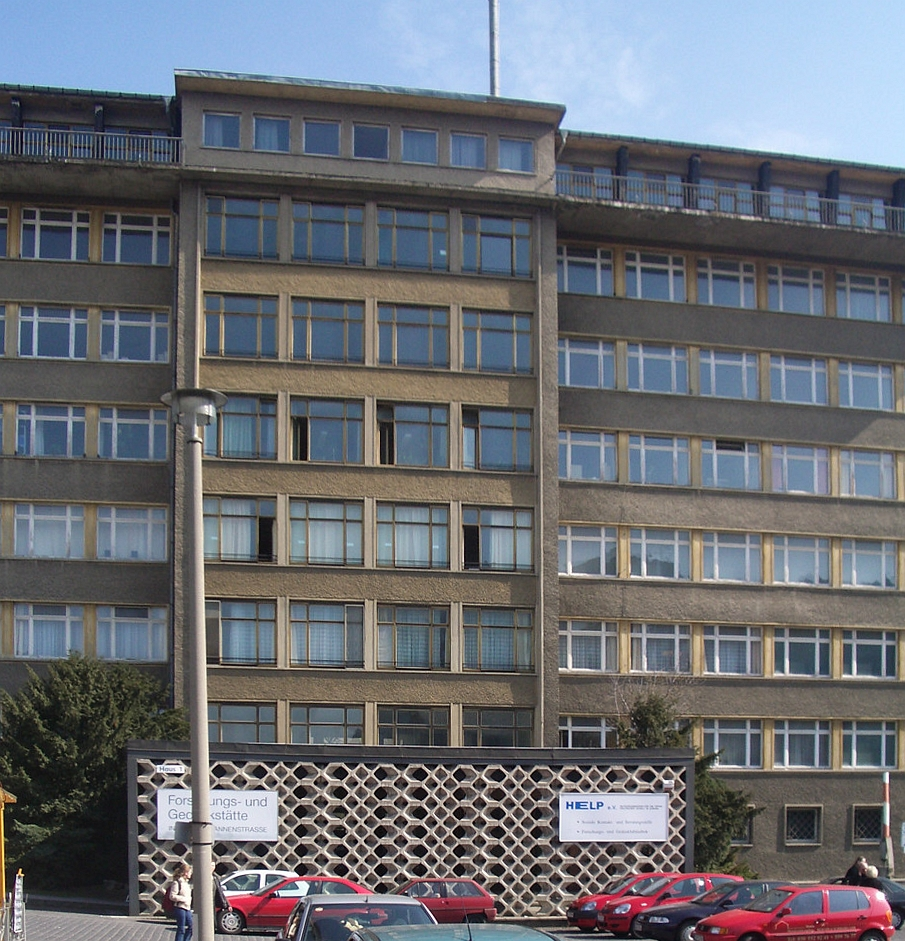
L'ancien siège de la Stasi à Berlin.

Un collaborateur officieux (en allemand : Inoffizieller Mitarbeiter (IM)), plus communément appelé collaborateur informel, ou informateur secret jusqu'en 1968, est quelqu'un en République démocratique allemande (RDA) qui livre des informations volontairement ou sous la contrainte au Ministère de la Sécurité d'État (dit la « Stasi » ou MfS) en rapport avec des événements ou des personnes influentes mais cela sans officiellement travailler pour cette autorité. Avec ses quelque 189 000 membres, le réseau des collaborateurs officieux a couvert pratiquement tous les secteurs de la société est-allemande et constitue ainsi l'un des plus importants appuis du Parti socialiste unifié d'Allemagne (Sozialistische Einheitspartei Deutschlands (SED)) pour combattre les menaces à la sûreté de l'État.
Les termes collaborateur officieux ou « informateur secret » sont soigneusement choisis par la Stasi afin de prendre de la distance vis-à-vis du vocabulaire utilisé par la police allemande de l'ancien régime et pour notamment éviter l'association de collaborateur officieux avec le terme V-Mann (« Vertrauensmann »), utilisé auparavant pour désigner des informateurs.
Avec l'ouverture des archives de la Stasi à la suite de la réunification allemande en 1990, les identités et rapports de nombreux collaborateurs officieux ont été révélés au grand jour, et ainsi expliqué plusieurs tragédies humaines. Dans le même temps, quelques amitiés et relations se brisaient après que la délation de certains soit découverte.

## Nombre de collaborateurs officieux
La Stasi dispose d'un réseau de IMs dans tous les groupes de population de la RDA. Le réseau des collaborateurs officieux est un élément porteur du système de surveillance de la RDA, car il rend possible la surveillance de groupes qu'un agent officiel de la Stasi n'aurait jamais pu approcher. Il y a des collaborateurs officieux dans des groupes de personnes considérées comme «hostiles à l'État» (« feindlich-negativer Personen »), comme dans les groupes dissidents tels ceux d'artistes ou d'hommes d'Église.
Au cours de son existence, la Stasi aurait bénéficié des services de près de 624 000 collaborateurs officieux. Leur nombre augmente bien sûr lors des périodes de crises comme avec les manifestations de 1953 ou après la construction du mur de Berlin en 1961.
Il y a des difficultés dans le dénombrement des collaborateurs officieux. Les chiffres sont souvent remis en cause, comme par l'historien Ilko-Sascha Kowalczuk. En effet, certains agents portent plus d'un nom de couverture et travaillent dans plusieurs catégories de IM. On découvre également à l'ouverture des dossiers de la Stasi l'identité de collaborateurs qui n'ont en fait jamais fait de rapports à ces services. Le ministère de la sécurité a ainsi menti sur plusieurs chiffres, comme celui du nombre d'IM basés en Allemagne de l'Ouest.
Il y a des preuves que la Stasi disposait d'autres informateurs que les IM. Dans les quartiers résidentiels, il y a ce qu'on appelle les « personnes du renseignement » (Auskunftspersonen (AKP)), qui permettent de récolter des informations sur leurs voisins. Ils ne sont pas listés comme des IM mais travaillent tout de même pour la Stasi. Dans certaines villes comme Rostock, où 18 % de la population est AKP, ils sont plus nombreux que les IM. Cependant la Stasi travaille également avec des partenaires « officiels » tels les personnes dans la finance, les établissements d'État ou les organismes sociaux. Ces personnes lui sont très utiles et sont souvent haut placées. Elles fournissent des informations mais doivent également respecter les directives qui leur sont données. Bien que ce soient des contacts officiels, ils agissent de manière plutôt secrète. Ces collaborations sont vraiment utiles à la Stasi car elles incluent des relations avec des personnes ayant du pouvoir dans la dictature est-allemande.
La répartition géographique des IM varie beaucoup selon les régions. On en trouve moins dans la région de Berlin alors que des villes comme Schwerin ou Magdebourg en accueillent beaucoup plus. De plus, la Stasi emploie également des informateurs qui vivent à l'Ouest, environ 3 000 en RFA et de 300 à 400 dans les autres pays de l'ouest. Durant son existence, on estime à 12 000 le nombre d'Allemands de l'ouest ayant collaboré avec la Stasi. Ils étaient soit des agents à qui la Stasi avait demandé de se placer à l'ouest, soit des natifs de RFA, qui collaborent pour des raisons politiques.
Les collaborateurs officieux étaient pour leur grande majorité des hommes (83 %), leur moyenne d'âge était plutôt jeune et la majeure partie d'entre eux appartenaient au SED, le parti communiste est-allemand.

## Activité
Les informations collectées par les collaborateurs officieux impliquent généralement des rapports concernant le comportement de personnes venant de leur environnement personnel ou professionnel. Les IM espionnent souvent des amis proches ou des membres de leur famille. Après 1989, la chute du Mur et l'ouverture des dossiers de la Stasi, ceci mène à la rupture de nombreux mariages et amitiés. Une partie des collaborateurs officieux aident les autorités de l'État par conviction politique, d'autres en échange de services, mais également pour certains à cause des pressions qu'ils subissent. La coopération entre l'État et les IM dure en moyenne 6 à 10 ans, mais peut être beaucoup plus longue dans certains cas isolés.
Les différenciations entre les catégories de collaborateurs officieux sont importantes. Il existe une grosse différence entre les GMS (Gesellschaftlicher Mitarbeiter Sicherheit pour les citoyens publiquement loyaux à l'Etat), les IMS (Inoffizieller Mitarbeiter Sicherheit) et les IMB (Inoffizieller Mitarbeiter Beobachtung) pour les renseignements généraux étrangers). Sous le terme générique de collaborateur officieux (IM), le rassemblement d'informations est également effectué par des personnes n'étant pas fichées comme collaborateurs officieux. Ils peuvent par exemple être de simples voisins de personnes menaçant la sécurité nationale. De plus, les personnes considérées comme ennemi politique persistant (Feindlich-negative Personen) sont – selon leur importance – espionnées par plusieurs IM, simplement engagés pour leur réseau de contacts.

## Catégories de collaborateurs officieux
La directive 1/79 en vigueur de 1980 à 1989 et créée par le ministre est-allemand de la sécurité de l'Etat (Stasi), Erich Mielke, classe le travail des collaborateurs officieux dans les catégories suivantes.

### Collaborateurs officieux ayant une tâche spécifique
Il s'agit des IMA / Inoffizieller Mitarbeiter mit besonderen Aufgaben.
Les IMA sont employés pour effectuer des actions « offensives » dans les régions d'intervention („Operationsgebiet“). Ce terme désigne la République fédérale allemande. Ces actions « offensives » impliquent des contacts avec des journalistes venant d'Allemagne de l'ouest afin de lancer des informations dans les médias de là-bas. Les tâches accomplies par les IMA nécessitent à la fois des actions rapides et des projets sur le long terme. Jusqu'en 1989, la Stasi travaillait avec près de 16 collaborateurs officieux ouest-allemands.

### Collaborateurs officieux pour la défense de la patrie
Il s'agit des IMB / Inoffizieller Mitarbeiter der Abwehr mit Feindverbindung bzw. zur unmittelbaren Bearbeitung im Verdacht der Feindtätigkeit stehender Personen.
Le terme signifie « Collaborateurs officieux pour la défense de la patrie avec des contacts ennemis et en contact direct avec des personnes soupçonnées de connivence avec l'ennemi ».
Les IMB sont des collaborateurs officieux particulièrement importants. Travaillant avec et ayant la confiance de la Stasi, ces collaborateurs travaillent directement au contact de personnes considérées comme ennemies de la nation. Certains collaborateurs appartenant à la catégorie de IMB sont autorisées à voyager en dehors du Bloc de l'est (régions économiques non socialistes) afin d'enquêter sur des personnes ou objets. Pour ce faire, ils disposent du matériel des services secrets et de monnaie étrangère.
La Stasi, particulièrement intéressée par les groupes d'opposition et les ecclésiastiques, était prête à engager n'importe quel citoyen est-allemand ayant des contacts avec ces personnes dans le Bloc de l'ouest. Ils peuvent être membres d'associations, d'organisations ou de partis. La Stasi voulait aussi obtenir les services de citoyens de RDA ayant des contacts avec les employés des organismes administratifs de RFA, travaillant par exemple dans la police, dans l'Office fédéral de la protection de la constitution (Verfassungsschutz) ou dans les services de renseignements fédéraux (Bundesnachrichtendienst). Quand la Stasi prenait connaissance de l'existence d'une personne avec de tels contacts, elle tentait de la recruter dans les IMB.
Cette catégorie de collaborateurs officieux est née de la fusion en 1980 de deux autres catégories. Jusqu'en 1968, ils sont simplement appelés les « collaborateurs secrets » (Geheimer Mitarbeiter GM). Avant 1989, la Stasi travaillait avec plus de 3955 IMBs.

### Collaborateurs officieux en mission spéciale
Il s'agit des IME / Inoffizieller Mitarbeiter im besonderen Einsatz.
Les collaborateurs officieux en mission spéciale sont des personnes qui s'étaient vues confier une tâche particulière par la Stasi. Ils possèdent des connaissances spécifiques, par exemple, il existe des collaborateurs experts dans l'identification d'écriture ou en toxicologie. Ils sont spécialisés dans l'observation et l'enquête et basés dans des endroits clés du territoire. Dans les universités ou académies, ils doivent par exemple surveiller les tendances dans les secteurs de recherche et développement et souligner les points faibles administratifs. Jusqu'en 1968, ils sont également qualifiés de « collaborateurs secrets en mission particulière ». En juin 1988, la Stasi comptait 7375 collaborateurs en mission spéciale.

### Collaborateurs officieux pour la protection contre les conspirations et les groupes subversifs
Il s'agit des IMK / Inoffizieller Mitarbeiter zur Sicherung der Konspiration und des Verbindungswesens.
Les IMK sont employés par la Stasi pour différentes tâches logistiques. Il existe différents types d'IMK, selon la nature de leur tâche. Certains s'occupent de l'installation de maisons sûres, de pièces spéciales ou d'objets pour la Stasi, d'autres lui fournissent des adresses et numéros de téléphone secrets. La Stasi travaille également avec des employés d'organismes est-allemand de sécurité. En 1989, la Stasi s'offrait les services d'environ 30 500 IMK. Dans la plupart des cas, ce sont des personnes qui ne passent que peu d'informations aux autorités est-allemandes mais en qui la Stasi a confiance en raison de la place privilégiée qu'elles occupent dans le cadre de conspirations.

### Collaborateurs officieux pour la communication politique et le protection des secteurs à responsabilités
Il s'agit des IMS / Inoffizieller Mitarbeiter zur politisch-operativen Durchdringung und Sicherung des Verantwortungsbereiches.
Les IMS sont des personnes employées dans des secteurs liés à la sécurité (entreprises, centres de formation et de recherches, institutions gouvernementales) qui sans réelle motivation font des rapports sur les gens qui les entourent. L'intérêt de ces agents est d'identifier et prévenir les actions néfastes aussi vite que possible afin de contribuer plus généralement à l'amélioration de la sécurité dans leur domaine de responsabilité. Ils représentent la catégorie de collaborateurs officieux la plus importante avec environ 93 000 personnes en 1989.

### Collaborateurs sociaux pour la sécurité
Il s'agit des GMS / Gesellschaftliche Mitarbeiter für Sicherheit.
Les GMS sont des personnes occupant des places importantes dans l'économie et l'administration du pays, qui soutiennent majoritairement le régime et le parti. Ils servent principalement au recensement d'informations, et peuvent parfois soulager la charge de travail d'autres collaborateurs officieux. Cependant, officiellement, ils ne participent pas aux opérations contre l'ennemi. Vers la fin de la Stasi, il y avait près de 33 000 GMS. Bien qu'ils aient les mêmes tâches, ils n'étaient pas classés de la même façon que les IM classiques, d'où la difficulté à connaitre le nombre exact de collaborateurs officieux.

### Collaborateurs officieux principaux
Il s'agit des FIM / Führungs-IM.
Certains collaborateurs officieux fiables ayant des qualités de commandement et de l'expérience « sur le terrain », peuvent « au nom de la Stasi, sous le contrôle d'un agent opérationnel » mener et instruire 3 à 5 collaborateurs officieux ou GMS. De par leurs attributions et leurs activités, ces agents bénéficient d'une indépendance certaine, chose plutôt rare à l'époque. Jusqu'en 1968, ils sont désignés par l'expression « informateurs secrets principaux » (Geheime Hauptinformatoren (GHI)). En juin 1988, il existait plus de 4600 FIM . De plus, le HVA (Hauptverwaltung Aufklärung) des renseignements extérieurs a 26 agents FIM basés en RFA.

### Candidats pour devenir collaborateurs officieux et IM en probation
Il s'agit des IM-Kandidat/IM-Vorlauf.
Une personne désireuse de devenir collaborateur officieux qui a commencé à récolter des informations mais qui n'est pas encore officiellement recrutée, est recensée dans les fichiers de la Stasi comme collaborateur officieux en probation (Vorlauf-IM). Alors commence le processus administratif pour devenir collaborateur officieux. Les personnes intéressées passent par une phase de probation lors de laquelle ils sont observés. Si celle-ci est achevée avec succès, le candidat devient officiellement un collaborateur officieux (IM). Dans le cas contraire, la demande du candidat est annulée et son dossier, dans la majeure partie des cas, archivé.

## Remise en question historique
La remise en question historique de la RDA et de la collaboration est rendue difficile par la corruption même qu'il y eut lors du réexamen des dossiers d'anciens collaborateurs après la réunification allemande. Une directrice locale du BStU, le bureau fédéral des archives de la Stasi déclare publiquement: « Nous nous étions mis d'accord afin de réexaminer nos dossiers nous-mêmes ». Il s'est avéré en 1998 qu'un ancien collaborateur officieux se trouvait dans cette branche du BStU. Ainsi, nous arrivons au second problème, les institutions de l'Etat après 1989 font preuve d'un trop grand laxisme dans le recrutement de leurs employés, leurs antécédents ne sont pas vérifiés et donc il arrive que d'anciens collaborateurs soient engagés au sein même de BStU par exemple.

## Remise en question morale
En raison des nombreuses circonstances qui ont mené à une collaboration avec la Stasi, la remise en question morale des collaborateurs apparaît extrêmement difficile. Ainsi, il y a des volontaires, qui par intérêt personnel, vantardise, ou besoin, font des rapports assidûment sur d'autres à la Stasi. D'autres collaborent avec la Stasi par pur sens du devoir. Ils pensent que la RDA est la meilleure et se doivent de la protéger de ses ennemis. Cependant, certains sont les victimes de ce régime, ils sont forcés de collaborer sous le chantage et la pression. De nombreux informateurs pensaient pouvoir protéger leur famille et leurs amis en ne donnant sur eux que des informations positives à la Stasi, tandis que d'autres pensaient qu'en ne décrivant rien de grave ni de punissable, aucun mal ne serait fait du fait de leurs rapports. Ils ont cependant découvert que la Stasi utilisait toutes les informations dans leurs opérations secrètes et leurs interrogatoires. Certains collaborateurs officieux ne pensaient donc rien faire de mal.
Un autre problème pour la ré-évaluation morale est que les informations fournies par les collaborateurs ne sont pas seulement utilisées dans la lutte de la criminalité politique comme elles devraient l'être. Ainsi la collaboration de personnes appartenant à la police criminelle, filière de la Stasi doit être analysée au cas par cas, selon les circonstances dans lesquelles la collaboration a eu lieu.
Enfin, même les personnes ne voulant pas ou plus collaborer avec la Stasi sont forcées de donner des informations, sous l'effet du chantage. Ceux qui essayent de rompre la communication avec la Stasi ont ensuite des problèmes à trouver un travail, cela s'ajoutant à d'autres conséquences néfastes sur leur vie. La Stasi appelait le fait de ne pas vouloir collaborer une « attitude hostile » et faisait alors tout pour discréditer la personne en cause.

### Filmographie
(de) Florian Henckel von Donnersmarck, La Vie des autres (Das Leben der Anderen), 2006.